# Vành đai Sao Thiên Vương

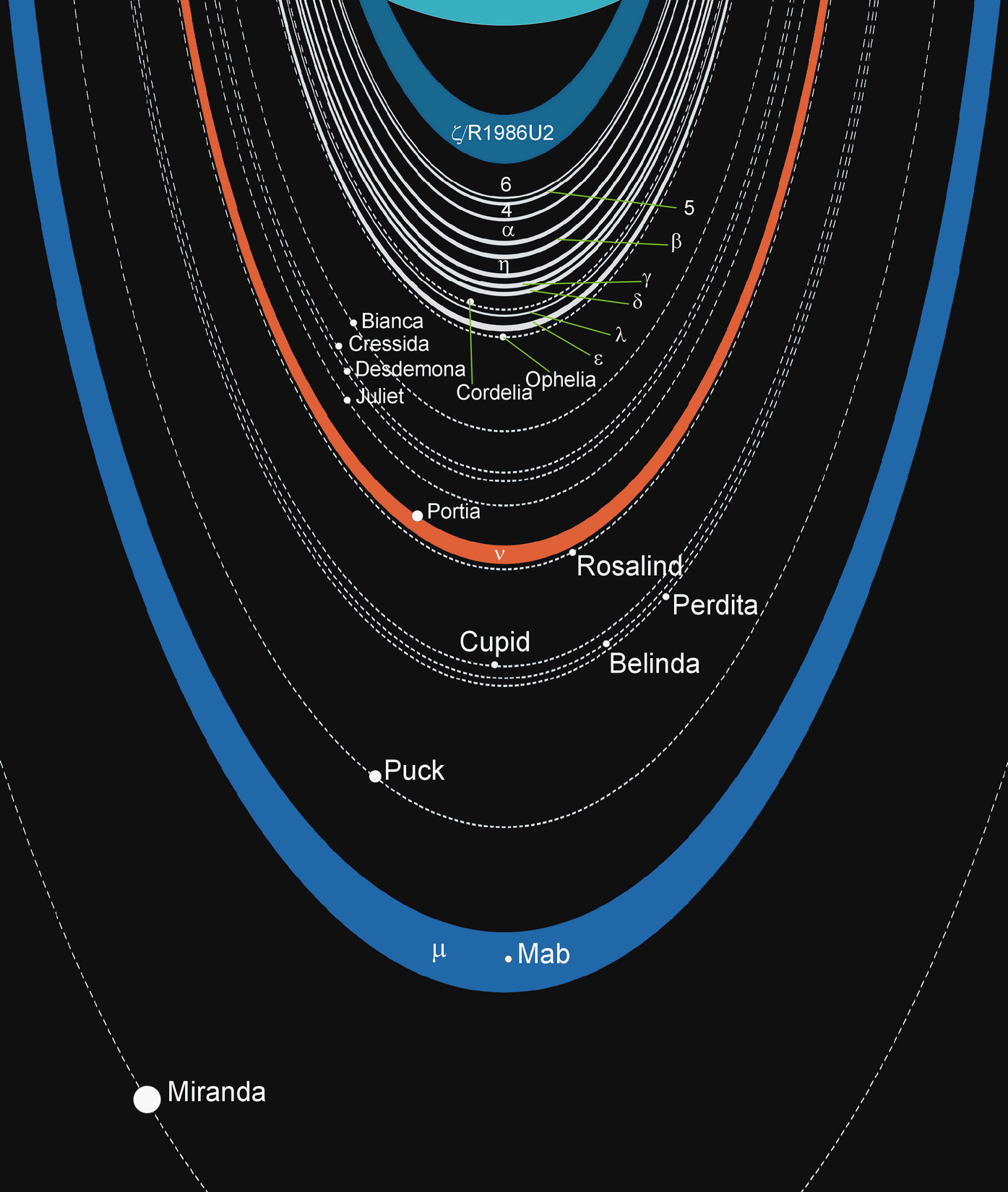
Sơ đồ hệ thống vệ tinh – vành đai của Sao Thiên Vương. Các đường dày thể hiện vành đai; các đường đứt khúc thể hiện quỹ đạo của các vệ tinh.

Vành đai của Sao Thiên Vương được phát hiện ngày 10 tháng 3 năm 1977, bởi James L. Elliot, Edward W. Dunham, và Douglas J. Mink. Hơn 200 năm trước, William Herschel cũng đã báo cáo về các vành đai được ông quan sát, nhưng các nhà thiên văn học hiện nay không tin rằng ông đã quan sát được chúng, vì chúng rất tối và mờ nhạt. Hai vành đai khác đã được phát hiện năm 1986 trong các tấm hình của tàu không gian Voyager 2, và hai vành đai vòng ngoài đã được tìm thấy năm 2003 – 2005 trong các tấm hình của Kính viễn vọng không gian Hubble.
Tính đến năm 2008, hệ thống vành đai của Sao Thiên Vương có 13 vành đai khác nhau đã biết. Theo thứ tự từ trong ra ngoài, chúng được định danh là 1986U2R/ζ, 6, 5, 4, α, β, η, γ, δ, λ, ε, ν và μ. Phạm vi bán kính của chúng từ 38,000 km như vành đai 1986U2R/ζ tới khoảng 98,000 km như vành đai μ. Các dải bụi mờ và các vòng cung không hoàn toàn có thể tồn tại giữa các vành đai chính. Các vành đai có thể rất tối—suất phản chiếu liên kết của các thành phần trong vành đai không vượt quá 2%. Chúng có thể được tạo ra từ băng cùng với một số hợp chất hữu cơ màu tối dưới tác dụng của bức xạ.
Đa số vành đai của Sao Thiên Vương rất mờ và chỉ rộng vài kilômét. Tổng thể các vành đai chức ít bụi; nó chứa chủ yếu các thiên thể lớn có đường kính 0,2–20 m. Tuy nhiên, một số vành mỏng về quang học: các vành đai mỏng và mờ 1986U2R/ζ, μ và ν được tạo nên từ các hạt bụi nhỏ, trong khi vành hẹp λ lại chứa nhiều thiên thể lớn hơn.Sự tương đối thiếu số lượng bụi trong hệ vành đai có thể là do lực kéo khí động học từ sự mở rộng tầng ngoài khí quyển Sao Thiên Vương.
Các vành đai của Sao Thiên Vương khá trẻ, không quá 600 triệu năm tuổi. Các vành đai này có thể hình thành tự sự vỡ ra do va chạm giữa các vệ tinh từng tồn tại xung quanh Sao Thiên Vương.